# Zacarías Morán Correa
Dante Zacarías Morán Correa (Caucete, San Juan, Argentina; 22 de febrero de 1996) es un futbolista Argentino. Juega como mediocampista en Pulpileño de la Tercera Federación de España.

## Trayectoria
En abril de 2013 participó del sudamericano sub-17 en la Provincia de San Luis donde se consagró campeón, siendo Zaca el capitán del equipo. De esta manera Argentina se clasificó al Mundial, donde también fue convocado.
En 2013 participó con River Plate el Mundial de clubes sub-17, donde él fue capitán y su equipo se salió campeón luego de vencer al Atlético de Madrid en la final.
En noviembre de ese mismo año, firma una cláusula de rescisión de contrato por 15 millones de euros.
El 29 de abril de 2016 Marcelo Gallardo, DT de River Plate, decide convocarlo por primera vez para integrar la lista de 18 convocados para un partido de primera división. Fue ante Vélez Sarsfield por la fecha 13 del Campeonato de Primera División 2016. Cabe destacar que muchos juveniles fueron citados para ese partido, ya que River Plate a los pocos días jugaba un partido contra Independiente del Valle por la Copa Libertadores 2016.
Su debut no oficial se produjo el 9 de julio de 2016 en un partido amistoso de pretemporada disputado en Orlando (Florida) frente a América de Cali, partido que terminaría en victoria 3-1 para el equipo colombiano.
El 13 de julio de 2016 volvería a participar en un nuevo amistoso de pretemporada, esta vez ingresando desde el inicio, en la victoria 3-0 frente al Club Deportivo Motagua de Honduras.
El 25 de mayo de 2017 se produjo su debut oficial contra Independiente Medellín por la 6ª fecha de la Copa Libertadores 2017 jugando todo el partido.
En enero de 2018 es prestado a San Martín de San Juan, pero no jugó ni un minuto por diversas lesiones. Su paso por San Martín no tuvo minutos y su préstamo duró hasta junio de 2019.
Es prestado en junio del 2019 a Chacarita Juniors hasta junio de 2020.

## Clubes
| Club             | País           | Año         |
| ---------------- | -------------- | ----------- |
| River Plate      | Argentina      | 2017        |
| San Martin (SJ)  | Argentina      | 2018 - 2019 |
| Chacarita        | Argentina      | 2019        |
| River Plate      | Argentina      | 2020 - 2021 |
| Richmond Kickers | Estados Unidos | 2021 - 2024 |
| Pulpileño        | España         | 2025 -      |

## Estadísticas

### Clubes
- Actualizado hasta el 3 de diciembre de 2019.

| Club | Div.                | Temporada           | Liga  | Liga  | Liga   | Copas Nacionales(1) | Copas Nacionales(1) | Copas Nacionales(1) | Torneos Internacionales(2) | Torneos Internacionales(2) | Torneos Internacionales(2) | Total | Total | Total  | Media goleadora(3) |
| Club | Div.                | Temporada           | Part. | Goles | Asist. | Part.               | Goles               | Asist.              | Part.                      | Goles                      | Asist.                     | Part. | Goles | Asist. | Media goleadora(3) |
| --- | ------------------- | ------------------- | ----- | ----- | ------ | ------------------- | ------------------- | ------------------- | -------------------------- | -------------------------- | -------------------------- | ----- | ----- | ------ | ------------------ |
| River Plate Argentina |                     |                     |       |       |        |                     |                     |                     |                            |                            |                            |       |       |        |                    |
| 1.ª | 2016-17             | 0                   | 0     | 0     | 0      | 0                   | 0                   | 1                   | 0                          | 0                          | 1                          | 0     | 0     | 0,00   |                    |
| 1.ª | 2017-18             | 0                   | 0     | 0     | 0      | 0                   | 0                   | 0                   | 0                          | 0                          | 0                          | 0     | 0     | 0,00   |                    |
| 1.ª | 2020                | -                   | -     | -     | -      | -                   | -                   | -                   | -                          | -                          | -                          | -     | -     | 0,00   |                    |
| Total | Total               | 0                   | 0     | 0     | 0      | 0                   | 0                   | 1                   | 0                          | 0                          | 1                          | 0     | 0     | 0,00   |                    |
| San Martín de San Juan Argentina |                     |                     |       |       |        |                     |                     |                     |                            |                            |                            |       |       |        |                    |
| 1.ª | 2017-18             | 0                   | 0     | 0     | 0      | 0                   | 0                   | 0                   | 0                          | 0                          | 0                          | 0     | 0     | 0,00   |                    |
| 1.ª | 2018-19             | 0                   | 0     | 0     | 0      | 0                   | 0                   | 0                   | 0                          | 0                          | 0                          | 0     | 0     | 0,00   |                    |
| Total | Total               | 0                   | 0     | 0     | 0      | 0                   | 0                   | 0                   | 0                          | 0                          | 0                          | 0     | 0     | 0,00   |                    |
| Chacarita Juniors Argentina |                     |                     |       |       |        |                     |                     |                     |                            |                            |                            |       |       |        |                    |
| 2.ª | 2019-20             | 5                   | 0     | 0     | 0      | 0                   | 0                   | 0                   | 0                          | 0                          | 5                          | 0     | 0     | 0,00   |                    |
| Total | Total               | 5                   | 0     | 0     | 0      | 0                   | 0                   | 0                   | 0                          | 0                          | 5                          | 0     | 0     | 0,00   |                    |
| Total en su carrera | Total en su carrera | Total en su carrera | 5     | 0     | 0      | 0                   | 0                   | 0                   | 1                          | 0                          | 0                          | 6     | 0     | 0      | 0,00               |
| (1) Las copas nacionales se refiere a la Copa Argentina (2) Las copas internacionales se refiere a la Copa Libertadores. (3) No incluye datos de partidos amistosos ni categorías inferiores. |                     |                     |       |       |        |                     |                     |                     |                            |                            |                            |       |       |        |                    |

Fuente: Transfermarkt

#### Resumen estadístico
|                      | Partidos | Goles | Promedio | Asistencias | Promedio |
| -------------------- | -------- | ----- | -------- | ----------- | -------- |
| Liga                 | 5        | 0     | 0,00     | 0           | 0,00     |
| Copas Nacionales     | 0        | 0     | 0,00     | 0           | 0,00     |
| Copa Internacionales | 1        | 0     | 0,00     | 0           | 0,00     |
| Total                | 6        | 0     | 0,00     | 0           | 0,00     |

## Palmarés

### Campeonatos nacionales
| Título         | Club        | Sede    | Año     |
| -------------- | ----------- | ------- | ------- |
| Copa Argentina | River Plate | Córdoba | 2015/16 |
| Copa Argentina | River Plate | Mendoza | 2016/17 |

### Campeonatos internacionales
| Título              | Club        | Sede         | Año  |
| ------------------- | ----------- | ------------ | ---- |
| Recopa Sudamericana | River Plate | Buenos Aires | 2016 |

| Título                         | Selección        | Sede     | Año  |
| ------------------------------ | ---------------- | -------- | ---- |
| Campeonato Sudamericano Sub-17 | Argentina sub-17 | La Punta | 2013 |